# الفيلق الأزرق
الفيلق الأزرق ( (بالإسبانية: Legión Azul) ، (بالألمانية: Blaue Division)، التي تسمى رسميًا Legión Española de Voluntarios )، كان فيلقًا تطوعًيا تم إنشاؤه من 2133 متطوعًا من الفالنجيين الذين ظلوا في الجبهة الشرقية بعد إعادة الفرقة الزرقاء الأسبانية في مارس 1944 لأن فرانسيسكو فرانكو قد بدأ مفاوضات مع الحلفاء الغربيين. وتألفت رسميا من كتيبتين. في وقت لاحق قدر أن الفيلق نمى إلى أكثر من 3،000 إسباني.
حملت القوات كلمة ESPAÑA ودرعًا أحمر / أصفر / أحمر مخططًا أفقيًا تم ارتداؤه على الجزء العلوي الأيمن من الذراع وشارات على الخوذة.

## روابط خارجية
- Spanische Legion (Blue Legion) في كتاب حقائق تاريخ المحور